# Matt Lewis
Pour les articles homonymes, voir Matt et Lewis.
Matt Lewis, né le 21 décembre 1998 à Woodbridge, en Virginie, est un joueur américain de basket-ball évoluant aux postes d'arrière et d'ailier.

## Biographie

### Carrière universitaire
Entre 2017 et 2021, il joue pour les Dukes de James Madison à l'université James Madison.

### Carrière professionnelle

#### Wolves de l'Iowa (2021-2023)
Le 29 juin 2021, automatiquement éligible à la draft 2021 de la NBA, il n'est pas sélectionné.
Le 20 septembre 2021, il signe un contrat avec les Timberwolves du Minnesota. Le 15 octobre 2021, il est libéré par les Timberwolves.
Le 26 octobre 2021, il intègre l'équipe de G-League affiliée aux Timberwolves, les Wolves de l'Iowa.
Durant l'été 2022, il participe à la NBA Summer League de Las Vegas avec les Timberwolves du Minnesota.
Le 15 octobre 2022, il signe un contrat avec les Timberwolves du Minnesota. Le jour-même, il est libéré de son contrat.
Le 24 octobre 2022, il retourne chez les Wolves de l'Iowa.
Durant l'été 2023, il participe à la NBA Summer League de Las Vegas avec les Nets de Brooklyn.

#### Le Mans SB (2023-2024)
Le 18 juillet 2023, il signe un contrat avec l'équipe française de Le Mans Sarthe Basket.

## Palmarès

### Universitaire
- Joueur de l'année de la Colonial Athletic Association (CAA) en 2021
- First-team All-CAA en 2021
- Second-team All-CAA en 2020
- Third-team All-CAA en 2019
- CAA All-Rookie Team en 2018

## Statistiques

### Universitaires
Les statistiques de Matt Lewis en matchs universitaires sont les suivantes :
| Saison    | Équipe        | Matchs | Titul. | Min./m | % Tir | % 3pts | % LF | Rbds/m. | Pass/m. | Int/m. | Ctr/m. | Pts/m. |
| --------- | ------------- | ------ | ------ | ------ | ----- | ------ | ---- | ------- | ------- | ------ | ------ | ------ |
| 2017-2018 | James Madison | 32     | 15     | 31,8   | 37,6  | 33,5   | 80,1 | 3,72    | 2,25    | 0,97   | 0,16   | 14,47  |
| 2018-2019 | James Madison | 33     | 33     | 36,3   | 38,5  | 32,6   | 81,1 | 4,18    | 3,00    | 0,91   | 0,36   | 16,42  |
| 2019-2020 | James Madison | 30     | 30     | 35,5   | 41,0  | 37,3   | 71,5 | 5,50    | 3,43    | 0,97   | 0,33   | 18,97  |
| 2020-2021 | James Madison | 18     | 18     | 32,8   | 47,0  | 38,4   | 75,0 | 4,67    | 3,72    | 1,39   | 0,33   | 19,67  |
| Carrière  | Carrière      | 113    | 96     | 34,3   | 40,4  | 35,3   | 77,1 | 4,48    | 3,02    | 1,02   | 0,29   | 17,06  |